# Космомикрофизика
Космомикрофизика — междисциплинарное направление научных исследований, занимающееся исследованием проблем физики космоса и физики элементарных частиц на основе представления о глубокой взаимосвязи законов микро- и макромира. Возникло в 80-х годах XX века. К появлению космомикрофизики привело открытие явления расширения Вселенной, с её ускорением на современном этапе, обнаружение тёмной материи. Для объяснения этих явлений были выдвинуты космологические теории инфляционной Вселенной, тёмной энергии и тёмной материи. Эти космологические теории потребовали описания новых форм материи при помощи физики элементарных частиц.
Также космомикрофизика установила теоретическую и экспериментальную связь между проблемой гравитации и физикой элементарных частиц.